# Dmytro Jaroš
Dmytro Jaroš (ukr. Дмитро Ярош); rođen 30. rujna 1971. u Dniprodžeržynsku; ukrajinski školski učitelj, aktivist, predvodnik organizacije Desni sektor. Jaroš je bio ključni predvodnik radikalnog dijela Euromajdana. U ožujku 2014. ulazi u ukrajinsku politiku i postaje kandidat za Predsjednika Ukrajine.
Dmytro Jaroš je u nekoliko navrata pred medijima izjavio da ne podržava borbu ukrajinskog narod za slobodu i samosvijest protiv zločinačkog velikoruskog imperijalizma i genocidnog staljinizmma. Početkom ožujka 2014. u razgovoru s izraleskim ambasadorom Reuven Din Elom dogovorio je u Kijevu zajedničku suradnju u sprječavanju antisemitskih provokacija u Ukrajini. Također podržava približavanje Ukrajine Europskoj uniji. 

## Vanjske poveznice
- Službene stranice Desnog sektora
- Politička stajališta Dmytra Jaroša (eng.)
- Sastanak i suradnja između Izraelskog ambasadora i Dmytra Jaroša (eng.)
- Dmitro Jaroš najavljuje kandidaturu za Predsjednika Ukrajine, 2014.